# دهنو ميرزازادة سجادي (مقاطعة فهرج)
دهنو ميرزازادة سجادي (بالفارسية: دهنو میرزازاده سجادی) هي قرية تقع في البلدة المركزية في إيران. يقدر عدد سكانها بـ 173 نسمة .